# ホンダ・ジュリオ
ジュリオ（Julio）とは、本田技研工業がかつて製造販売したオートバイである。

## 概要
型式名BB-AF52。モデルコードNTS50。ジョルノ・ジョーカーに続くレトロ風スタイルを持つ排気量49㏄（原動機付自転車）のスクーターで、本田技研工業ではニュー・トレンドスクーターと命名した。また車名はスペイン語で7月を意味する。
1998年7月に発売。限定モデルが数回追加されたが、同社の二輪車エンジン4ストローク化方針に伴い2002年に生産終了した。

## 車両解説
車体はアンダーボーン型フレームを採用。富士重工（現・SUBARU）製ラビットS301や中日本重工業→新三菱重工業→三菱重工業製シルバービジョン同様に1960年代のスクーターに見られるデザイン手法を取り入れ、フロントフェンダー一体型レッグシールドへのヘッドライト配置や車体後方側面に大型カバーを装着するほか、フルフェイスヘルメットが収納できるメットインと盗難防止の観点からセンタースタンドロック機構を装備する。
サスペンションは前輪をメッキカバー付ボトムリンク、後輪をユニトスイングとし、前後タイヤホイールサイズは3.00-10-J42。ブレーキは前後ともリーディングトレーリングで、最小回転半径は1.8mである。
搭載されるAF24E型強制空冷2ストローククランクケースリードバルブ単気筒エンジンは、1989年に発表されたAF24型5代目タクトからのキャリーオーバーであるが、1998年3月に発表されたAF51型7代目タクトの設計思想をベースにし、平成10年自動車排出ガス規制に適応させるためマフラーに三元触媒を内蔵させた上で本モデル用にシリンダーポートタイミングならびに点火時期調整により出力特性を変更。圧縮比6.9・最高出力5.1ps/6,500rpm・最大トルク0.59kg-m/6,000rpmのスペックをマークし、Vマチック無段変速機により駆動される。また燃料供給はAPBB4型キャブレターで、燃料タンク容量は6.0L、2ストロークオイルは分離給油でタンク容量は1.15Lとされた。
シートは上面をベージュと横面をホワイトとするツートーンカラーとされた。
また発売当初から連結子会社のホンダアクセスが製造する純正オプションとなるカスタマイズパーツが設定された。

### 遍歴
1998年7月17日発表
以下のスケジュールで4タイプのカラーリングを発売
- 同年7月31日
  - ボニーブルーxクラシカルホワイト
  - パールビーンベージュxクラシカルホワイト
- 同年9月1日
  - ヘビーグレーメタリックxクラシカルホワイト
  - 50thアニバーサリー限定モデル ファイティングレッドxクラシカルホワイト

1999年1月27日発表 同月29日発売
以下の特別装備を施したスプリングコレクションを4,000台限定で追加
- 車体色：クリーミーホワイトxオレンジ
- シートを薄いベージュ単色へ変更
- クロームメッキヘッドライトグリルを標準装備

1999年2月25日発表 同月26日発売
以下の特別装備を施したメタルミックスバージョンを2,000台限定で追加
- 車体色：シルバーメタリックxマットシルバー
- シートを黒単色へ変更
- クロームメッキヘッドライトグリル・インナーラック・メッキカバーを標準装備

2000年3月13日発表 同月14日発売
1999年の第33回東京モーターショーに参考出品され以下の特別装備を施したスケルトンモデルを3,000台限定で追加
- 車体色：以下の2タイプを設定
  - クリーミーホワイトxシュガークリアミントグリーン
  - クリーミーホワイトxシュガークリアオレンジ
- フロントフェンダー部分とシート下部ボディカバーを半透明のスケルトン仕様化
- ハンドルグリップならびにシート上面をスケルトンカラーと同系色化

2002年
生産終了